# Ceratina cucurbitina
Ceratina cucurbitina (Rossi, 1792) è un imenottero della famiglia Apidae (sottofamiglia Xylocopinae, tribù Ceratinini).

## Ecologia
È l'insetto impollinatore di Serapias lingua (Orchidaceae).
Attratto sulla pianta da sostanze chimiche simili ai feromoni femminili, da inizio ad una pseudo-copulazione all'interno dello stretto calice cilindrico. Viene in tal modo a contatto con i pollinii adesivi contenuti nel ginostemio del fiore, che si attaccano al clipeo dell'insetto; successivamente, visitando altri fiori ne consentirà l'impollinazione.